# Juan Diego Ramírez
Ramírez  Calderón est un nom espagnol. Le premier nom de famille, en général paternel, est Ramírez ; le second, en général maternel, souvent omis, est Calderón.
Juan Diego Ramírez Calderón, né à La Ceja (département d'Antioquia), le 21 juillet 1971, est un coureur cycliste colombien. Il a notamment remporté le Clásico RCN en 2000 et 2001 et la médaille d'or de la course en ligne des championnats panaméricains de cyclisme de 2001.

## Palmarès
- 1995
  - 13e étape du Tour de Colombie
  - 2e du Tour de Colombie
- 1996
  - 8e étape du Tour de Colombie
- 1997
  - 4e étape du Tour de Colombie
  - 3e du Clásico RCN
- 1999
  - 3e du Clásico RCN
- 2000
  - Classement général du Clásico RCN
- 2001
  -  Médaillé d'or de la course en ligne des championnats panaméricains
  - 2e étape du Tour de Colombie (contre-la-montre par équipes)
  - 2e du Tour de Colombie
  - Clásico RCN
    - Classement général
    - 4e étape
- 2003
  - 15e étape de la Vuelta a las Americas
  - 2e du Doble Sucre Potosi GP Cemento Fancesa
- 2006
  - 10e étape du Tour de Colombie (contre-la-montre par équipes)
  - Doble Copacabana Grand Prix Fides
- 2009
  - Prologue du Tour de Colombie (contre-la-montre par équipes)

### Résultats sur les grands tours

#### Tour d'Espagne
- 1997 : 75e

## Classements mondiaux
| Année            | 2006 | 2007 | 2008 | 2009 | 2010 | 2011 | 2012 |
| ---------------- | ---- | ---- | ---- | ---- | ---- | ---- | ---- |
| UCI America Tour | 202e | 45e  | 230e | 418e |      |      | 149e |